# Playing in the Band
"Playing in the Band" é uma música da Grateful Dead. As letras foram escritas por Robert Hunter e o guitarrista Bob Weir compôs a música, com a ajuda do percussionista Mickey Hart. A música surgiu pela primeira vez em forma embrionária no álbum ao vivo de 1971, Grateful Dead. Em seguida, apareceu de forma mais polida no Ace, primeiro álbum solo de Bob Weir (que incluía todos os membros da Grateful Dead, exceto Ron "Pigpen" McKernan).
Desde então, tornou-se uma das mais conhecidas músicas da Grateful Dead e parte padrão de seu repertório. Segundo o Deadbase X, ocupa o quarto lugar na lista de músicas tocadas com mais frequência em concertos pela banda, com 581 apresentações.

## Origens
A pausa instrumental de "Playing in the Band" foi introduzida já no show "Celestial Synapse", de 19 de fevereiro de 1969, no Fillmore West, no qual parece um pouco indistinto das compotas anteriores e seguintes. A música completa estreou (junto com outras cinco) em 18 de fevereiro de 1971 no Teatro Capitólio. Também foi incluído no álbum solo de Mickey Hart em 1972, Rolling Thunder, em "The Main Ten", fazendo referência ao tempo de 10/4 da música. "The Main Ten" aparece em Dick's Picks Vol. 16, de sua apresentação no Fillmore West em 8 de novembro de 1969. Nesse conjunto, ele aparece no meio de "Caution (Do Not Stop on the Tracks)".